# White Light/White Heat
White Light/White Heat ist das zweite Studioalbum der experimentellen Rockband The Velvet Underground aus dem Jahr 1968. Der neue Produzent war Tom Wilson. Außerdem war Nico nach ihrem Debüt als Sängerin der Velvets nach Veröffentlichung von The Velvet Underground & Nico aufgrund interner Differenzen aus der Gruppe ausgeschieden.
White Light/White Heat sollte nonkonformistischer und radikaler werden als sein Vorgänger. Die Albumproduktion orientierte sich weder an Verkaufszahlen noch an Chartplatzierungen. Tatsächlich tauchte das Album nur kurz für zwei Wochen auf dem vorletzten Platz der Billboard Top 200 auf. Dessen ungeachtet gilt White Light/White Heat heute als Klassiker und stilbildend für die Genres Punk und Noise-Rock.

## Die Musik
Das gesamte Album bestand aus sechs Stücken. Kam die A-Seite noch mit radiotauglicheren und einigermaßen eingängigeren Stücken wie Here She Comes Now oder mit der düsteren musikalischen Kurzgeschichte The Gift wird die B-Seite von dem 17-minütigen kakophonischen Sister Ray dominiert (in den 1970er Jahren unter anderem von Joy Division gecovert), einem Stück, das sowohl durch seine Länge und seinen Text als auch durch seinen von Verzerrern und Feedbacks geprägten Sound mit bestehenden Konventionen brach. Das Stück besteht aus einem monoton schrammelnden Gitarrenteppich, der in Intervallen von John Cales verzerrter Orgel immer wieder durchbrochen wird und einem treibenden Schlagzeug von Maureen Tucker, das in minimalistischer Weise das gesamte Stück stützt und vorantreibt. Velvet Underground machten sich auf diesem Album bewusst den kalkulierten Krach zu eigen und erhoben ihn in den Status der Antiästhetik. Auch I Heard Her Call My Name, das erste Stück der B-Seite, kommt mit zwei Gitarrensoli von Reed ebenso aggressiv daher. Auf White Light/White Heat experimentierten die Velvets verstärkt mit der Stereotechnik, indem sie verschiedene Sounds von einem Kanal zum anderen wechseln ließen.

## Die Texte
Das Titelstück White Light/White Heat handelt von Speed und eröffnet auch musikalisch mit einem schnellen treibenden Sound. In The Gift rezitiert John Cale eine düstere, von Lou Reed geschriebene Kurzgeschichte. Der sperrige Song baut auf Cales mit walisischem Akzent vorgetragenen achtminütigen Sprechgesang auf, der von einer dröhnenden Bass- und Gitarrenlinie und einer rückkoppelnden Sologitarre im Hintergrund begleitet wird. Lady Godiva’s Operation indes erzählt die tragische Geschichte einer Dragqueen, die statt einer Geschlechtsumwandlung einer Lobotomie unterzogen wird. Here She Comes Now ist das ruhigste und eingängigste Stück auf dem Album und hebt sich dezent von den anderen fünf Titeln ab: Der Song war ursprünglich für Nico geschrieben worden, verzichtet dabei weitgehend auf das Experimentelle und wurde in traditioneller Weise aufgenommen und abgemischt, überdies ist er mit 2:04 Minuten einer der kürzesten Velvet-Underground-Songs überhaupt. Der Song bildete in der Single-Auskopplung die B-Seite von White Light/White Heat. Die Lyrics des Songs wurden ambivalent interpretiert wie das ganze kurze Stück an sich. Genauso rätselhaft beginnt die B-Seite mit I Heard Her Call My Name. Dieses von einer brachial verzerrten Gitarre begleitete Stück ist ein einmaliges Dokument, das zeigt, mit welchen neuen akustischen Mitteln die Velvets herumspielten. Der Song handelt offensichtlich von einer heroingeschwängerten Nacht, in der sich der Protagonist (Reed) in eine Psychose hineinsteigert, indem er die Stimme seiner toten Freundin hört, die sich mutmaßlich einen goldenen Schuss verpasst hat. Reed interpretiert dies durch seinen Gesang und seine Stimme, die mit ihren kreischenden „eeeks“ und „huhuhus“ schon in den Wahnsinn abzukippen droht. Im Anschluss folgt die „Karnevalsmusik der schreienden Verstärker“, wie es das Rolling Stone Magazine einmal nannte:

### Sister Ray
Sister Ray zählt zu den Meilensteinen der progressiven Avantgarde-Rockgeschichte und wies vielen nachfolgenden Musikern den Weg. Zahlreiche Gruppen der Punkbewegung beriefen sich auf Velvet Underground als Quelle der Inspiration und nannten vornehmlich Sister Ray als Initialzündung, „etwas völlig anderes zu machen.“ Mit Sister Ray war der kultiviert-experimentelle Noise geboren, der Lou Reeds späteres Experimentalalbum Metal Machine Music (1975) vorwegnahm und sich in den ausgehenden 1970ern mit der Gruppe Throbbing Gristle auch im Industrial niederschlagen sollte.
Der Song wurde im Studio in einem einzigen Take aufgenommen. Während Reed Sologitarre spielt und dazu singt, legt Sterling Morrison den Soundteppich mit seiner Rhythmusgitarre aus.
Nach einer Eröffnungssequenz, die mit einer einen Halbton abwärts G-F-C gespielten Akkordfolge beginnt, wird der Hauptteil des Songs fast ausschließlich von Lou Reed und John Cale bestimmt; vergleichbar mit avantgardistischem Jazz spielen sich die beiden gegenseitig den akustischen Ball zu und lassen so ein modulierendes Tongebilde entstehen.
Es heißt, der verantwortliche Tontechniker sei während der Aufnahme aus dem Studio geflüchtet. Später erinnerte sich Reed in einem Interview:

„The engineer said, "I don't have to listen to this. I'll put it in Record, and then I'm leaving. When you're done, come get me."

(Der Techniker sagte: "So was muss ich mir nicht anhören. Ich lege die Aufnahme rein und dann verschwinde ich. Wenn ihr fertig seid, sagt mir Bescheid.")“

Getrieben von Maureen Tuckers hämmernden Schlagzeug beginnt John Cale seine durch einen Vox-Verstärker verzerrte Orgel zunächst melodisch, schließlich immer atonaler zu spielen. Der Songtext handelt von Reeds Lieblingsthemen: Drogen, Gewalt, Homo- und Transsexualität.

Reed sagte über den Song:

„"Sister Ray" was done as a joke - no, not as a joke, but it has eight characters in it and this guy gets killed and nobody does anything. It was built around this story that I wrote about this scene of total debauchery and decay. I like to think of "Sister Ray" as a transvestite smack dealer. The situation is a bunch of drag queens taking some sailors home with them, shooting up on smack and having this orgy when the police appear.

"Sister Ray" war als Witz gedacht - nein, nicht als Witz, nun da sind diese acht Personen und einer der Typen wird umgebracht und keiner unternimmt etwas. Ich hab eine Geschichte über diese Szenerie der Ausschweifungen und des Zerfalls geschrieben. In meiner Vorstellung ist "Sister Ray" ein Transvestit, der mit Heroin dealt. Also, da ist so eine Gruppe Drag Queens, und die schleppen ein paar Matrosen zu sich nach Hause ab, spritzen sich Heroin und veranstalten eine Orgie, als die Polizei aufkreuzt.“

In ihren Jam-Sessions dehnten die Velvets den Song manchmal auf bis zu 40 Minuten aus. Live gespielt variierte das Stück von einer Viertel- bis zu einer halben Stunde. Reed hat es später in seiner Solokarriere noch oft gespielt.

## Fazit
White Light/White Heat skizzierte den experimentellen Charakter von The Velvet Underground und wurde stark von dem experimentierfreudigen John Cale geprägt. Ein Zitat des 80er-Jahre-Lifestyle-Magazins Tempo hierzu: „White Light / White Heat: Ein Album, das sogar Plutonium zum Schmelzen bringen kann.. .“ Velvet Underground gingen damit weit über vergleichbare Experimente von Jimi Hendrix (beispielsweise The Star-Spangled Banner), den Beatles (etwa mit Tomorrow Never Knows auf dem Album Revolver), den Rolling Stones (auf dem Album Their Satanic Majesties Request) und der Psychedelicgruppe The United States of America hinaus. Nach einem Aufenthalt in den USA brachte Václav Havel die LP, die als Geburtsstunde der Charta 77 gilt, in die Tschechoslowakei „und kopierte anschließend die Musik für alle Ostblockländer.“

## Das Coverdesign
Das Plattencover, quasi ein Gegenentwurf zum sogenannten Weißen Album der Beatles, ist fast völlig in schwarz gehalten und zeigt schwach erkennbar die Tätowierung eines Totenkopfes auf einem Oberarm. Die Aufnahme stammt von dem Factory-Fotografen Billy Name. Name machte dafür einen schwarzen Abzug auf dunkelgrauem, fast schwarzen, Papier. Das Motiv stammt von einer Tätowierung des Schauspielers Joe Spencer, der in dem Film Bike Boy (1967) von Andy Warhol die Hauptrolle spielte.

## Titelliste
Bis auf die gekennzeichneten Ausnahmen stammen alle Songs aus der Feder von Lou Reed.
Seite 1
1. White Light/White Heat – 2:47
2. The Gift (Reed, Morrison, Cale, Tucker) – 8:18
3. Lady Godiva’s Operation  – 4:56
4. Here She Comes Now (Reed, Morrison, Cale) – 2:04
Seite 2
5. I Heard Her Call My Name – 4:38
6. Sister Ray (Reed, Morrison, Cale, Tucker) – 17:27

## Rezeption
White Light/White Heat wurde sehr positiv rezensiert und gilt als wegweisendes Rockalbum.
Die Musikzeitschrift Rolling Stone wählte es 2003 auf Platz 293 und 2020 auf Platz 272 der 500 besten Alben aller Zeiten.
In der Aufstellung der 500 besten Alben des New Musical Express erreichte es Platz 352.
Pitchfork wählte White Light/White Heat auf Platz 26 der 200 besten Alben der 1960er Jahre und Sister Ray auf Platz 148 der 200 besten Songs des Jahrzehnts.
Es belegt Platz 80 der 200 besten Alben aller Zeiten in der Auswahl von Uncut.
White Light/White Heat gehört zu den 1001 Albums You Must Hear Before You Die.

## 45th Anniversary Super Deluxe Edition
Anlässlich des 45. Jubiläums des zweiten Albums veröffentlichten Verve Records und das Universal-Label Polydor im Dezember 2013 eine Sammlerausgabe von White Light/White Heat. Auf den 3 CDs des Boxsets sind neben einer Mono- und Stereoversion des Albums auch alternative Takes, unveröffentlichte Tracks sowie Liveaufnahmen eines Auftritts der Band im April 1967 enthalten. Ebenso liegt ein Buch mit Fotos und Begleittexten bei. Die 45th Anniversary Super Deluxe Edition erschien auch eingeschränkt als Doppelalbum auf Vinyl. Die LP-Version umfasst jedoch nur die Songs der Disc 1, die restlichen Tracks und Liveaufnahmen fehlen. Für die Produktion der Neuveröffentlichung waren Bill Levenson und Jaime Feldman zuständig. John Cale und der im September 2013 verstorbene Lou Reed beteiligten sich an der Kuration.

### Titelliste
Disc 1: White Light/White Heat (Stereo Version) / Additional Material
1. White Light/White Heat – 2:48
2. The Gift – 8:20
3. Lady Godiva’s Operation – 4:56
4. Here She Comes Now – 2:04
5. I Heard Her Call My Name – 4:38
6. Sister Ray – 17:27
7. I Heard Her Call My Name (Alternate Take) – 4:38
8. Guess I’m Falling In Love (Instrumental Version) – 3:32
9. Temptation Inside Your Heart (Original Mix) – 2:31
10. Stephanie Says (Original Mix) – 2:50
11. Hey Mr. Rain (Version One) – 4:40
12. Hey Mr. Rain (Version Two) – 5:23
13. Beginning To See The Light (Previously Unreleased Early Version) – 3:39

Disc 2: White Light/White Heat (Mono Version) / Additional Material
1. White Light/White Heat – 2:48
2. The Gift – 8:20
3. Lady Godiva’s Operation  – 4:56
4. Here She Comes Now – 2:04
5. I Heard Her Call My Name – 4:38
6. Sister Ray – 17:27
7. White Light/White Heat (Mono Single Mix) – 2:48
8. Here She Comes Now (Mono Single Mix) – 2:04
9. The Gift (Vocal Version) – 8:06
10. The Gift (Instrumental Version) – 8:18

Disc 3: Live At The Gymnasium, New York City, April 30th, 1967
1. Booker T. – 6:41
2. I’m Not A Young Man Anymore – 7:17
3. Guess I'm Falling In Love – 4:18
4. I'm Waiting For The Man – 5:24
5. Run Run Run – 6:55
6. Sister Ray – 18:55
7. The Gift – 10:24

## Trivia
Die US-amerikanische Punk-’n’-Roll-Band Social Distortion veröffentlichte 1996 das Album White Light, White Heat, White Trash, dessen Titel sich auf die LP von The Velvet Underground bezieht.